# DP World
DP World (Dubai Port World) — один из крупнейших мировых портовых операторов.
По состоянию на 2011 год, согласно отчёту лондонской консалтинговой компании Drewry Shipping Consultants, компания Dubai Worlds Ports стала третьим крупнейшим портовым оператором в мире. Являясь географически одним из самых диверсифицированных портовых операторов мира, DP World обладает долей мирового рынка в 6,7 %.
Компания оперирует 78 морскими терминалами и самым большим индустриальным парком мира Jebel Ali Free Zone (JAFZA).
DP World находится под управлением крупнейшего мирового инвестора и девелопера компании Dubai World, принадлежащей правительству ОАЭ.

## История
Компания DP World была образована в 2005 году путём слияния Управления дубайскими портами и компании «Международные порты Дубая».
В марте 2006 года DP World — за $6,85 млрд приобрело старейшего британского портового оператора P&O (основан в 1837 году). Это покупка была воспринята неоднозначно. Проблема была вызвана тем, что в активах P&O находились портовые терминалы США. Сделка была рассмотрена Комитетом по иностранным инвестициям США. Опасение вызывали политические риски того, что стратегические объекты перейдут в другие руки. Сделка была одобрена только после того, как порты в США были проданы «американскому юридическому лицу».
В период с 2006 по 2009 годы компания вложила US$ 1,91 млрд в развитие международных проектов по управлению портами, что способствовало увеличению её мирового присутствия и помогло завоевать третью позицию в мире и титул крупнейшего частного морского портового инвестора.

## Деятельность в России
До октября 2012 года DP World являлось одним из двух основных акционеров крупнейшего контейнерного терминала на Дальнем Востоке России — ООО «Восточная стивидорная компания» (этот актив перешёл к дубайской компании при покупке P&O, в октябре 2012 года DP World продала свою долю второму акционеру). В связи с деятельностью в России на фоне российско-украинской войны украинское Национальное агентство по предотвращению коррупции внесло компанию в число международных спонсоров войны.
Летом 2023 года в ходе Петербургского форума госкорпорация «Росатом» и российская «дочка» DP World «DP World Russia FSE» заключили соглашение о стратегическом сотрудничестве.
Соглашение подписали генеральный директор Росатома Алексей Евгеньевич Лихачёв и председатель и главный исполнительный директор группы DP World Султан Ахмед бин Сулайем.
20 октября 2023 года зарегистрировано совместное предприятие «Международная контейнерная логистика» с уставным капиталом 960 млн рублей, 51 % — Росатом, 49 % — «DP World Russia FSE».

## Контейнерооборот
2008 год — 27,7 млн. TEU
2009 год — 25,6 млн. TEU
2010 год — 49,6 млн. TEU
2011 год — 54,7 млн. TEU
2012 год — 56,1 млн. TEU
2019 год — 71 млн. TEU

## Финансовые показатели
Чистая прибыль(после вычета налогов):
2008 год — $572,3 млн.
2009 год — $333,0 млн.
2010 год — $375,0 млн.
2011 год — Чистая прибыль составила $683 млн. Годовой доход — $ 2,98 млрд, объём чистого долга снизился до $3,6 млрд. Прибыль от продажи части австралийских активов компании составила $484 млн.

## Терминалы
Компания владеет 60 действующими и 11 строящимися терминалами в 31 стране мира.

### Действующие
- Terminal a Conteneur в порту Дакар (Сенегал). Строительство начато в 2007, закончено в 2012. Мощность терминала составляет 600 тыс. TEU в год. На данный момент это самый мощный и современный контейнерный терминал в Западной Африке.
- Jebel Ali Port (Дубай)

### Проекты
- Контейнерный терминал мощностью 4 млн TEU в год в дубайском порту Джебель Али, к 2014 году.